# Torre Hallbar

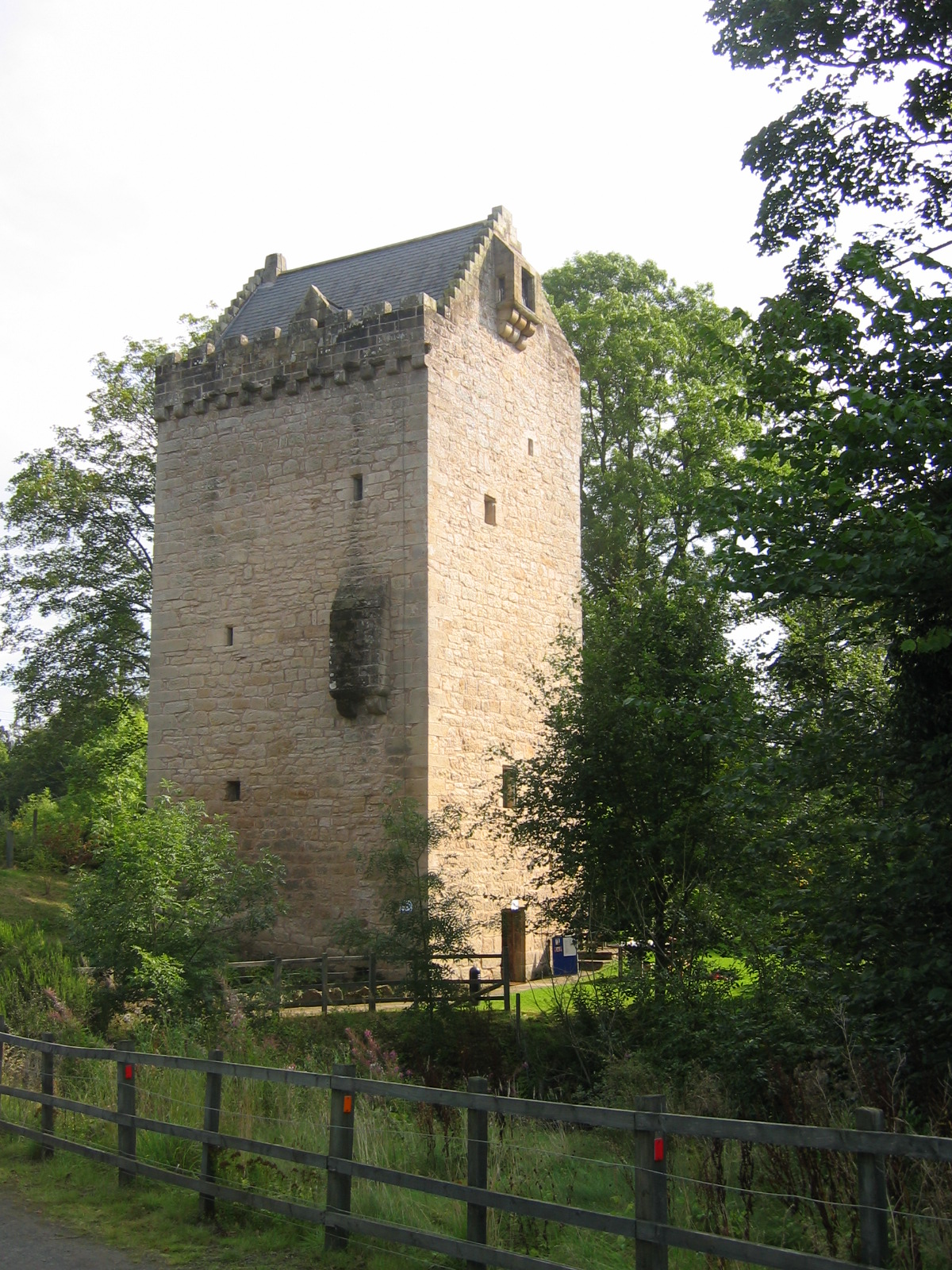
Torre Hallbar, Escócia

A Torre Hallbar (em inglês:  Hallbar Tower) é uma torre do século XVI localizada em Carluke, South Lanarkshire, Escócia.

## História
A torre aparente ser do século XVI, apesar de ser afirmado que é mais antiga, possivelmente de 1581.
Serviu de fortaleza dos Barões de Braidwood em 1581.
Encontra-se classificado na categoria "A" do "listed building" desde 12 de janeiro de 1971.